# Melva Paredes
Melva Matucha Paredes Fischer  (Guacara, Venezuela, 3 de mayo de 1968) es una política venezolana, diputada suplente a la Asamblea Nacional de Venezuela por el estado Aragua. De profesión ingeniera, fue presidenta de la comisión permanente de Administración y Servicios.
Fue elegida diputada de la Asamblea Nacional de Venezuela por el estado Aragua, inicio su mandato legislativo el 5 de enero de 2016. El 13 de abril de 2018 decide abandonar su partido Un Nuevo Tiempo por el partido Prociudadanos, del cual también se retira al poco tiempo y funda el partido político Cambiemos Movimiento Ciudadano junto a Timoteo Zambrano y otros disidentes de Un Nuevo Tiempo.

## Biografía
Melva Matucha Paredes Fischer nació en la ciudad de Guacara estado Carabobo. Es hija de padre peruano y madre venezolana. A meses de nacida se mudaron a la ciudad de Maracay donde reside en la actualidad. Es ingeniera en sistemas y forma parte del movimiento Cambiemos.
Las elecciones parlamentarias de Venezuela de 2015 se celebraron el 6 de diciembre para renovar todos los escaños de la Asamblea Nacional, mediante votación universal, directa, personalizada y secreta con representación proporcional. Los diputados electos durarán cinco años en el ejercicio de sus funciones, 8 por el período constitucional comprendido entre el 5 de enero de 2016 y el 5 de enero de 2021.
Melva Paredes era candidata postulada por su anterior partido, Un Nuevo Tiempo, en fórmula con Amelia Belisario (Primero Justicia) por el circuito 2 del estado Aragua siendo electa con 112.575 votos.
Fue presidenta de la comisión permanente de administración y servicios públicos de la Asamblea Nacional durante el año 2017.